# Club Atlético Villa Teresa
El Club Atlético Villa Teresa es un club deportivo uruguayo con sede en el barrio Nuevo París de la ciudad de Montevideo. Fue fundado en 1941. Se destacan sus ramas de fútbol y ciclismo.
En fútbol, participó en varias categorías del ascenso profundo, siendo el único equipo de la historia en haber competido hasta en 6 escalones distintos dentro de las jerarquías de la AUF (desde el nivel 6 hasta la Primera División, la cual participó una única vez en la edición 2015-16).
En ciclismo, Villa Teresa es uno de los animadores permanentes en las principales competencias del país como Rutas de América y la Vuelta Ciclista del Uruguay.

## Historia

### Fundación
El 1 de junio de 1941 don Manuel De León, uno de los primeros pobladores de Nuevo París (por aquellos años una zona bastante descampada) conjuntamente con sus hijos y exintegrantes del desaparecido Club Sacachispas fundan el Club Atlético Villa Teresa.
Por esos tiempos existían solares que se encontraban loteados, y por todos lados aparecían las banderas a cuadros rojos y blancos, siendo así que se tomaron dichos colores para el nuevo club, con la diferencia de que en lugar de cuadros se utilizarían a franjas verticales. Por su parte, el nombre Villa Teresa proviene de la antigua casaquinta que existía en el lugar.

### Primeros años en el ascenso "profundo"
Como toda institución barrial, comienza su actividad disputando torneos de la zona, como Sayago, Colón y Melilla, para luego afiliarse a la A.U.F. en el año 1965.
Villa Teresa participó en varias categorías del ascenso profundo, siendo el único equipo de la historia en haber competido en 6 escalones distintos (desde el nivel 6 hasta la Primera División). Por ejemplo, en 1966 el club participó de la única edición de la Extra "C", en ese momento la sexta categoría del fútbol uruguayo (el nivel más bajo que ha existido). Sin jugar durante 1967, en 1968 fue transferido a la "Divisional de Ascenso a la Extra" (nivel 5) donde más tarde logró el ascenso a la  Extra "A" (nivel 4) en el año 1970. En 1972 fue uno de los participantes en la recién creada Primera "D" (también nivel 4), y logra coronarse como campeón de esa categoría en el año 1975. Es así como entonces partir del año 1976 el equipo empieza a competir en la Primera División "C" (nivel 3).

### Alcance al profesionalismo
En 1984 se logra el torneo de la Primera "C" en forma invicta y con los tres goleadores máximos: el "Tornillo" Arismendi con 17 goles, Francisco Fusco con 16 goles, y el "Colo" Ciavazza con 15; y de esta forma accedió por primera vez al profesionalismo debutando en el torneo de 1985 de la Primera División "B" (nivel 2).
Después de descender en 1988, retorna a Primera "B" en 1991 bajo la dirección técnica de Walter García. En 1992, luego de un partido ante Basáñez falleció Wellington Castro, un hincha del mencionado club, atropellado por el caballo de un coracero que intentaba reprimir una pelea entre ambas hinchadas.
Existe un breve impasse en la historia de Villa Teresa: en el año 2000 se lleva a cabo una fusión con el vecino de barrio Salus y con Huracán del Paso de la Arena. Este último se aleja rápidamente, quedando la nueva institución formada por Villa Teresa y Salus, llamándose Alianza Fútbol Club, equipo que participó algunas temporadas en la Segunda División. Sin embargo, este proyecto duró poco tiempo, y los clubes volvieron a su estado original en 2004.
La tragedia golpeó las puertas del club nuevamente en 2010, cuando fue asesinado el hincha Marcelo López luego de un partido disputado en la ciudad de La Paz ante el conjunto de Oriental.
El club rojiblanco obtuvo un nuevo ascenso a la Segunda División Profesional tras coronarse campeón en la temporada 2010-11 de la Segunda División Amateur (nivel 3).
En la temporada 2013-14 casi logra por primera vez en su historia el ascenso a Primera División luego de haberse colocado octavo en la tabla de posiciones, clasificando a los play-offs por el tercer ascenso en donde vencería a Boston River en cuartos de final, en  semifinales a Central Español y perder con Rampla Juniors en la final por penales luego de empatar ambos encuentros cero a cero.

### Debut en Primera División y retorno a Segunda
Finalmente, en la temporada 2014-2015 un joven y sacrificado plantel dirigido por el técnico Vito Beato, logra el ascenso a Primera División (nivel 1) por primera vez en su historia, al vencer por penales a Boston River luego de un emocionante partido en el que habían empatado 2-2. Pero Villa Teresa permaneció solamente una temporada en Primera División (2015-16) en la cual finalizó en última posición y volvió a Segunda. En 2017 disputó la final por el tercer ascenso ante Progreso pero perdió por un global de 4-3.

Luego de finalizar penúltimo en la Tabla del descenso 2021 de la Segunda División, disputa la promoción frente a La Luz, subcampeón de la Primera División Amateur 2021, ganando el partido el ida por 2 a 0 y cayendo 3 a 1 en la revancha igualando 3 a 3 en el resultado global, lo que llevó a la definición por penales en la que es derrotado por 3 a 2 perdiendo de esta manera la categoría.

## Uniforme
- Uniforme titular: Camiseta blanca con rayas verticales rojas, pantalón negro, medias rojas.
- Uniforme alternativo: Camiseta negra, pantalón rojo, medias rojas.

## Instalaciones
Tiene su sede ubicada en el barrio homónimo, en la calle Islas Canarias 4978. 
Su cancha de entrenamiento, el nuevo "Parque Villa Teresa" o "Gran parque Colombo", se ubica junto a la sede social. Asimismo, el club cuenta con tres propiedades más en la esquina de Islas Canarias y Coronilla.

## Jugadores

### Plantel 2021-22
- = Capitán

## Palmarés
| Torneos Nacionales               | Torneos Nacionales  | Torneos Nacionales |
| Competición nacional             | Títulos             | Subcampeonatos     |
| -------------------------------- | ------------------- | ------------------ |
| Segunda División de Uruguay (0): |                     |                    |
| Tercera División de Uruguay (3): | 1984, 1999, 2010-11 |                    |
| Cuarta División de Uruguay (1):  | 1975                |                    |
|                                  |                     |                    |

## Ciclismo
El club también se destaca en ciclismo, siendo uno de los animadores permanentes en Rutas de América y la Vuelta Ciclista del Uruguay.

### Palmarés Ciclismo
Vuelta Ciclista del Uruguay
- General Individual (2)
Jorge Giacinti: 2004.
Guillermo Brunetta: 2006.
- General Equipos (2): 2004, 2013

Rutas de América
- General Individual (1)
Miguel Direna: 2003.
- General Equipos (1): 2013

## Fútbol Femenino
Desde el año 2020 cuenta con fútbol femenino, compitiendo en el Campeonato Uruguayo Femenino Divisional B.
Logró la permanencia en la categoría luego de quedar en 2.º lugar en el Campeonato Permanencia, por detrás de Parque del Plata por diferencia de 1 gol, y relegando a la divisional C a equipos como Plaza Colonia, Juventud de las Piedras, Rampla Juniors y Albion 
Cuenta con un delegado, Martin Harchilla y fotógrafo, German Vignola

### Plantel 2021-22
- = Capitán